# قلمرو آلاسکا
قلمرو آلاسکا (انگلیسی: Territory of Alaska) قلمروی وسیع در شمال قاره آمریکا و جزوی از سرزمین‌های ایالات متحده
به قلمروی سازمان‌دهی‌شده جدا از خاک اصلی ایالات متحده که از تاریخ ۲۴ اوت ۱۹۱۲ تا ۳ ژانویه ۱۹۵۹ که به ایالت تبدیل شد گفته می‌شد.